# Badminton 1944
Höhepunkt des Badmintonjahres 1944 waren die French Open. Skandinavien, Indien und Frankreich waren die Zentren der Sportart im sechsten Kriegsjahr. Der internationale Spielbetrieb war nahezu vollständig unmöglich, auch waren nationale Titelkämpfe äußerst rar.
==Internationale Veranstaltungen ==
| Veranstaltung | Herreneinzel   | Dameneinzel   | Herrendoppel                 | Damendoppel                    | Mixed                          |
| ------------- | -------------- | ------------- | ---------------------------- | ------------------------------ | ------------------------------ |
| French Open   | Henri Pellizza | Yvonne Girard | Michel Marret Henri Pellizza | Yvonne Girard Madeleine Girard | Henri Pellizza Simone Pellizza |

==Nationale Meisterschaften==
| Veranstaltung | Herreneinzel    | Dameneinzel    | Herrendoppel                 | Damendoppel                 | Mixed                       |
| ------------- | --------------- | -------------- | ---------------------------- | --------------------------- | --------------------------- |
| Dänemark      | Tage Madsen     | Agnete Friis   | Tage Madsen Carl Frøhlke     | Marie Ussing Jytte Thayssen | Jan Schmidt Jytte Thayssen  |
| Indien        | Devinder Mohan  | Tara Deodhar   | George Lewis Devinder Mohan  | Tara Deodhar Sunder Deodhar | V. N. Iyer Ravibala Chitale |
| Schweden      | Hasse Petersson | Amy Pettersson | Helge Paulsson Bengt Polling | Thyra Hedvall Märtha Sköld  | Knut Malmgren Elsy Killick  |